# Tavrichanka (Rostov)
Tavrichanka (del ruso: Таврича́нка) es un jútor del raión de Yegorlykskaya del óblast de Rostov de Rusia. Está situado en la fuente del río Grúzskaya, afluente por la derecha del río Kavalerka, tributario del Yeya, 23 km al suroeste de Yegorlykskaya y 109 km al sureste de Rostov del Don, la capital del óblast. 
Pertenece al municipio Balko-Grúzskoye.